# Chrysosoma guamense
Chrysosoma guamense är en tvåvingeart som beskrevs av Daniel J. Bickel 1994. Chrysosoma guamense ingår i släktet Chrysosoma och familjen styltflugor.
Artens utbredningsområde är Guam. Inga underarter finns listade i Catalogue of Life.